# 12817 Federica
A 12817 Federica (ideiglenes jelöléssel 1996 FM16) a Naprendszer kisbolygóövében található aszteroida. Eric Walter Elst fedezte fel 1996. március 22-én.